# Hjernevrider
 Der er for få eller ingen kildehenvisninger i denne artikel, hvilket er et problem. Du kan hjælpe ved at angive troværdige kilder til de påstande, som fremføres i artiklen.

En hjernevrider eller hjernespil er en gåde, som udfordrer løserens evner. I en simpel hjernevrider skal delene samles på en logisk måde. Hjernevridere er ofte opfundet som underholdning, men de kan også være egentlige matematiske eller logiske problemer, og løsningen kan bidrage til matematisk forskning.
Løsningerne forudsætter overblik og genkendelse af mønstre. Løsere med inductive reasoning aptitude ( induktiv logisk lærenemhed) er nok dygtigere til at løse den slags opgaver end andre.[kilde mangler]
Eksempler på hjernevridere er puslespil og kryds og tværs.

## Historie
De første puslespil blev lavet omkring 1760, da en britisk gravør og kartograf John Spilsbury limede et landkort på en træplade. Så savede han langs landegrænserne. Spilsbury brugte puslespillet til undervisning i geografi. Den type blev brugt til omkring 1820.
Ved det 20. århundredes begyndelse fandt tidskrifter og aviser ud af, at det øgede oplaget at bringe hjernevriderkonkurrencer. Gåderne omfattede bogstaver, tal, former og krydsogtværs.
- Et puslespil danner et billede når det er lagt.
- Rubiks terning.
- En kryds og tværs.

## Kendte hjernevridere
Er forfattere som Sam Loyd, Henry Dudeney, Boris Kordemsky og David J. Bodycombe, Will Shortz, Lloyd King og Martin Gardner.
Rubiks terning og andet stimulerende legetøj for børn og adspredelse for voksne er 
kombinationshjernevridere baseret på spil. Fx er der tusinder af computerhjernevriderspil og mange bogstavsspil, ordspil (ordlege) og matematiske spil som kræver løsninger til hjernevridere som en del af spillet. En af de mest populære hjernevriderspil er Tetris. 
Et skakspil er en fin hjernevrider.

## Hjernevridertyper
- Mekaniske hjernevridere som Rubiks terning, Hanois tårn.
- Forbind prikkerne, Nonogrammer - og logikhjernevridere udgivet af Nikoli: Sudoku, Kakuro, Fillomino, Hashiwokakero, Heyawake, Hitori, Masyu, Nurikabe, Shikaku og Kuromasu
- Sangaku
- Sokoban
- Find forskellen
- Tangram
- Ordlege som anagrammer, krydsordsopgave.
- Solitaire

## References
1. ↑  Kendall G., Parkes A. and Spoerer K. (2008) A Survey of NP-Complete Puzzles, International Computer Games Association Journal, 31(1), pp 13-34
2. ↑  "Puzzle History". Arkiveret fra originalen 19. oktober 2000. Hentet 11. juli 2013.

- Creative Puzzles of the World, 1980, Plenary Publications International
- Denkspiele Der Welt, München 1977,1981, Heinrich Hugendubel Verlag